# 第三人稱 (歌曲)
〈第三人稱〉（英語：The Third Person and I）是臺灣歌手蔡依林的歌曲，收錄於其第13張原創錄音室專輯《呸》。該歌曲王永良作詞、林俊傑作曲和製作。該歌曲作為專輯第二支單曲於2014年11月10日由華納音樂和凌時差音樂發行。

## 背景
2014年9月5日，蔡依林表示新專輯已接近完成，預計於年底發行。同年10月27日，蔡依林發行新專輯《呸》的首支單曲〈Play我呸〉。

## 創作
〈第三人稱〉的歌詞描寫現代人在面對人生或感情困境時，傾向以事不關己的態度逃避。蔡依林表示，該曲呈現「跳脫一個狀態，自己觀察自己」的感覺，猶如自己演出蔡依林的角色，再跳出來觀看，能更清楚地認識早期的不成熟、害羞和不善表達，這個過程是一種成長。
蔡依林在製作過程中建議加入吉他的音色，並表示欣賞林俊傑對抒情歌曲的掌握和創作能力。她指出完成後對編曲效果感到滿意，並補充該曲也傳達「每隔5年或10年生命中都會有改變，促使人成長與進步」的訊息。

## 音樂影片
2014年11月13日，蔡依林發布〈第三人稱〉的MV，由傅天余執導，劉嘉玲參與演出。蔡依林在片中分飾「女導演」和「女演員」，「女導演」以第三人稱視角觀察身陷愛情困境的「女演員」，而劉嘉玲則從另一個第三人稱視角觀看「女導演」。劉嘉玲所飾角色象徵蔡依林心中具備人生智慧的理想女性形象，傳達走過困境後的希望與可能性。蔡依林表示，希望女性能像劉嘉玲一樣自信、清楚自身所求，以開朗態度面對困難。
MV獲得音悅Tai音悅V榜週榜第一名。

## 商業表現
該歌曲獲得2014年臺灣Hit FM年度百首單曲第八名。

## 評價
許常德評價〈第三人稱〉為療癒類型的新式歌曲，認為王永良的詞作細膩，呈現三人關係中的出口。他指出蔡依林邀請劉嘉玲參演MV，再次展現其在音樂、人脈及定位上的累積和提升。Freshmusic音樂雜誌認為〈第三人稱〉描繪分手現場中主角壓抑情緒的表現，歌詞在第一人稱和第三人稱間切換，呈現主角的矛盾心境，最終難以分辨真實和虛構的自我。
《聯合報》記者顏甫珉表示，雖然是情歌，仍可看出蔡依林藉此闡述專輯製作的轉變歷程，從過往依賴唱片公司到主導創作，呈現她用第三人稱觀察自身的轉變，也延伸至MV中以導演視角觀看自我，屬於自我療癒與創作的一部分。騰訊娛樂評論指出，〈第三人稱〉的吉他編曲帶有獨立搖滾風格，在林俊傑過往作品中少見。他認為歌曲雖曲式普通，但編曲營造出的氛圍和歌詞表現，使其具備作為主打的條件。
PlayMusic音樂網樂評人Danial Chang表示，〈第三人稱〉為搖滾風格的K歌，整體風格類似Coldplay的〈Magic〉或OneRepublic的作品，吉他、貝斯和鼓點構成的編曲和〈馬賽克〉的鋼琴伴奏形成對比。PlayMusic音樂網樂評人賈旭認為蔡依林在低音處理上略顯用力，進歌時效果突兀，但指出這首慢歌仍屬蔡依林歷年作品中的標準表現，快歌較為突出使慢歌顯得薄弱。他肯定Kenn C的吉他編曲點綴和林俊傑的旋律表現。

## 獎項
2015年5月15日，〈第三人稱〉獲選第五屆全球流行音樂金榜年度20大金曲。同年8月23日，該歌曲獲得2014年度Music Radio中國Top排行榜港台地區年度金曲。

## 現場表演
2014年11月22日，蔡依林參加錄製中國中央電視台綜藝節目《全球中文音樂榜上榜》，並演唱〈第三人稱〉。同月31日，她參加中視舉辦的「2015紫耀義大跨年晚會」，演唱該歌曲。2015年3月25日，她參加「2015年QQ音樂年度盛典」，亦演唱該歌曲。

## 幕後人員
- 林俊傑—配唱製作人
- 周信廷—製作協力、錄音師
- 簡愛—和聲編寫、和聲
- Kenn C—吉他、鍵盤
- 李詠恩—錄音師
- 白金錄音室—錄音室、混音室
- 荒原錄音室—錄音室
- 林正忠—混音師

## 發行歷史
| 地區 | 日期           | 格式              | 經銷商     |
| ---- | -------------- | ----------------- | ---------- |
| 全球 | 2014年11月10日 | 串流媒體 電台播放 | 凌時差音樂 |

## 外部連結
- YouTube上的〈第三人稱〉（MV幕後花絮）